# Памятник Богдану Хмельницкому (Киев)
Памятник Богдану Хмельницкому в Киеве — памятник гетману Украины Богдану Хмельницкому. Торжественно открыт 23 июля (11 июля по старому стилю) 1888 года на Софийской площади в Киеве в рамках празднования 900-летия Крещения Руси. Один из символов Киева, произведение искусства XIX века.

## История

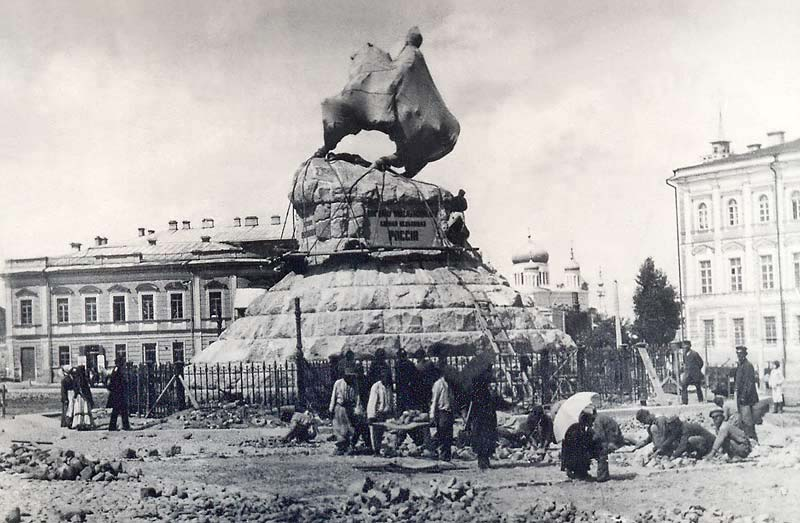
Установка памятника, 1888 год

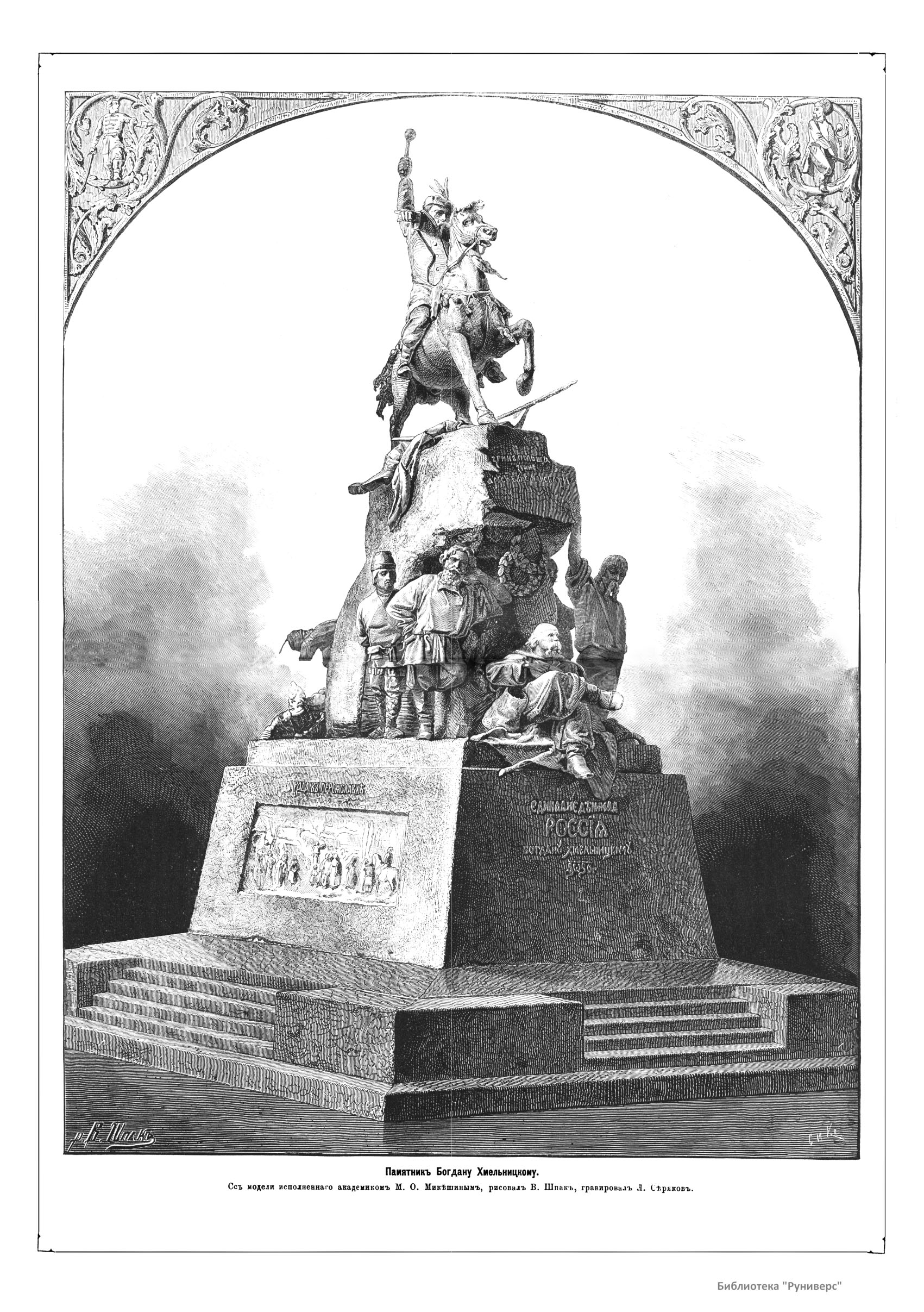
Первый проект памятника Хмельницкому в Киеве

Идея создания памятника возникла в обществе по инициативе историка, профессора Киевского университета Николая Костомарова в 1840-х годах. После получения разрешения от императорского правительства в 1860 году был создан комитет во главе с Михаилом Юзефовичем — профессором университета, главой Киевской археографической комиссии. Первый проект памятника, созданного известным скульптором Михаилом Микешиным, был весьма резким — конь Богдана Хмельницкого сталкивал польского шляхтича, еврея-арендатора и иезуита со скалы, перед которой малоросс, червоноросс, белорус и великоросс слушали песню слепого кобзаря. Барельефы пьедестала изображали битву под Збаражем, Переяславскую Раду и сцену въезда казацкого войска во главе с Хмельницким в Киев.
С 1870 года начался сбор средств с всероссийской подпиской. Из-за того, что собранная сумма оказалась небольшой (лишь 37 тысяч рублей), а также из-за сомнений генерал-губернатора Александра Дондукова-Корсакова относительно целесообразности антипольского и антиеврейского памятника, комитет решил сократить бюджет проекта, оставив только центральную фигуру гетмана. В 1877 году была готова гипсовая модель, а в 1879 году на петербургском заводе Берда была отлита статуя (проект Микешина в металле реализовали П. Велионский и А. Обер), на которую Морское ведомство пожертвовало 1600 пудов (25,6 т) металлолома. Портретные черты и особенности одежды Хмельницкого были воспроизведены с помощью консультации Владимира Антоновича.
В следующем году статую перевезли в Киев, где она несколько лет стояла во дворе дома Присутственных мест, потому что на постамент, предусмотренный проектом, не хватило средств. Лишь в 1885 году Владимир Николаев создал более дешёвый проект постамента и воплотил его в жизнь. Камни для постамента подарила управа Киевской крепости. Сам Николаев при этом работал бесплатно, и вдобавок на сэкономленные деньги спроектировал ещё изгородь с фонарями.
Городская легенда рассказывает, что когда монумент уже занял своё место, оказалось, что конь очень невежливо повёрнут хвостом к Михайловскому Златоверхому собору. Поэтому постамент был развёрнут, и гетманская булава, которая, по замыслу, должна была угрожать Польше, оказалась направленной куда-то в сторону Швеции. А вот на Москву, вопреки другой распространённой легенде, Богдан не указывал никогда. О московской ориентации памятника напоминали разве что плиты с надписями на постаменте: «Волим под царя восточного, православного» и «Богдану Хмельницкому единая неделимая Россия». В 1919 и 1924 годах они были заменены на «Богдан Хмельницкий. 1888». Эту надпись можно видеть и сейчас.

## Композиция памятника
Композиция памятника отличается динамизмом. В изображении момента резкой остановки всадником взмыленного коня заложен символ: мужественный полководец будто прерывает стремительное движение, чтобы указать народу, который собрался на площади, на северо-восток (именно на Софийской площади, 23 декабря 1648 года киевляне встречали Богдана Хмельницкого и казацкие полки после победы под Пилявцами). Во властном укрощении коня, решительно приподнятой правой руке с булавой, обращённому к народу лице ощущается несокрушимая воля сильной личности.

## Архитектурные особенности
Отлично приспособленная к круговому обзору скульптура отличается разнообразием и красотой контуров, тщательной обработкой многочисленных деталей, которые хорошо просматриваются благодаря невысокому постаменту, по своей форме напоминающему степной курган. Чрезвычайно выразительными являются силуэты коня, изгиб его ног и головы, которую он откинул назад. Складки одежды всадника трактованы экспрессивно, что усиливает сложную светотеневую градацию всей композиции. Моделируя лицо всадника, автор широко использовал иконографию Богдана Хмельницкого, наделив его портретными чертами и передав характер решительного волевого человека.

## Изображения

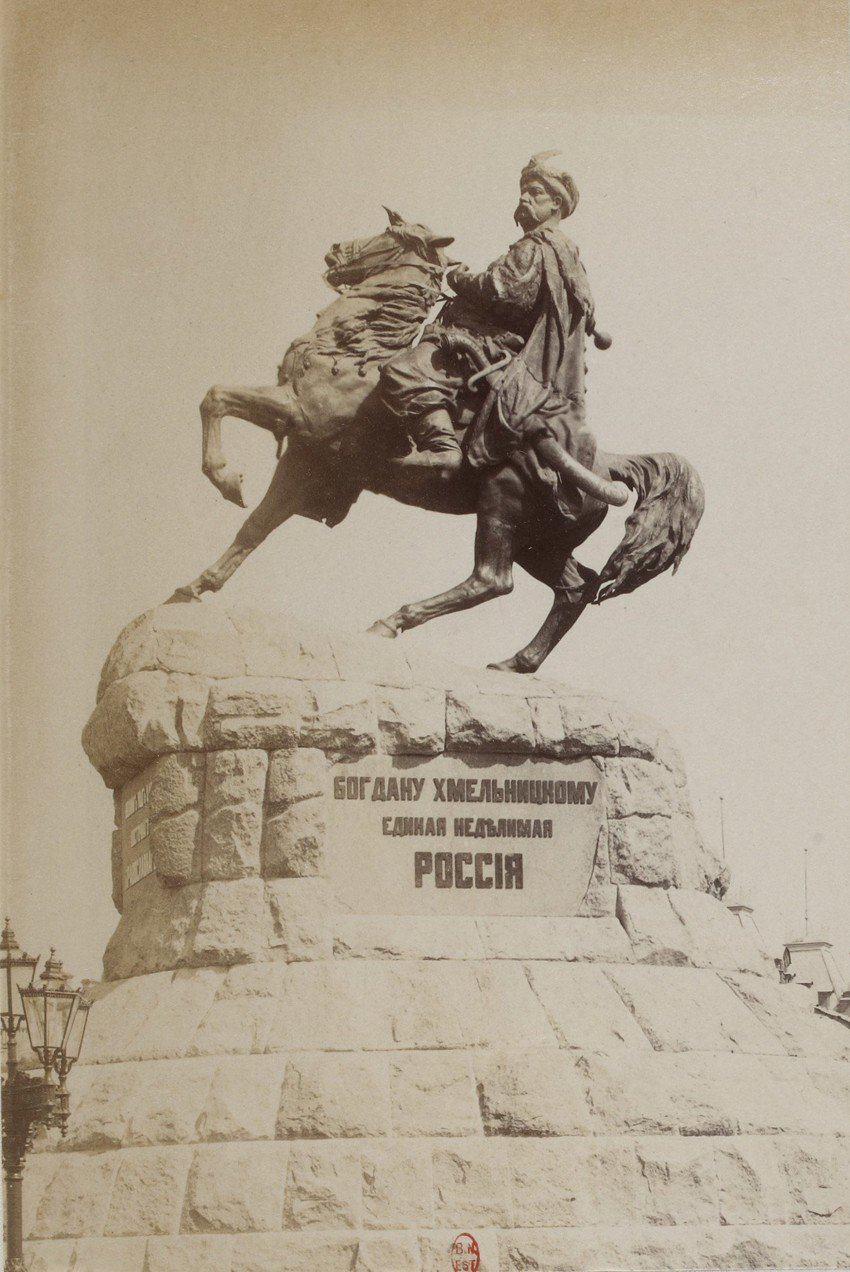
Памятник Богдану Хмельницкому, конец XIX века
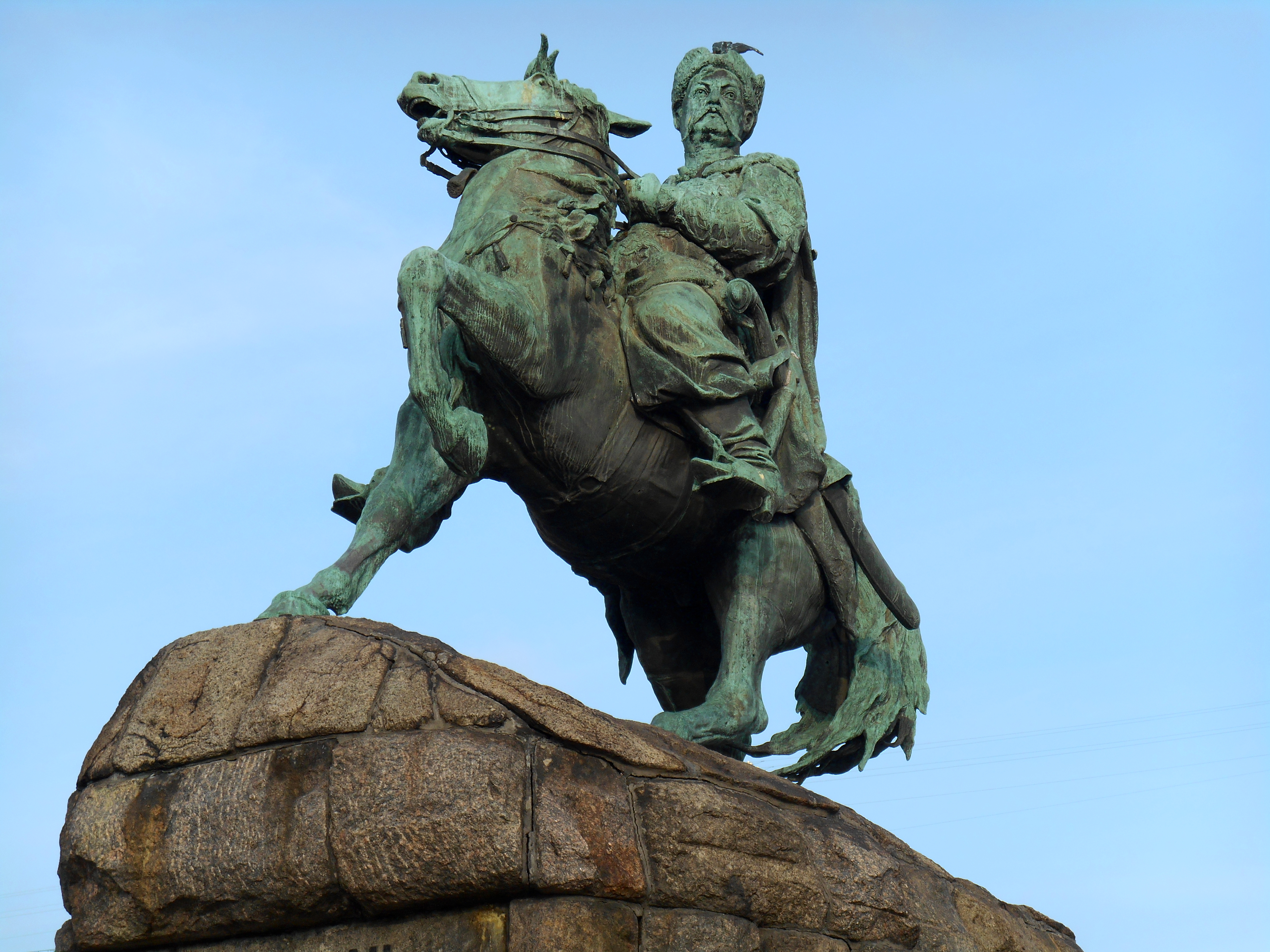
Металлическая статуя
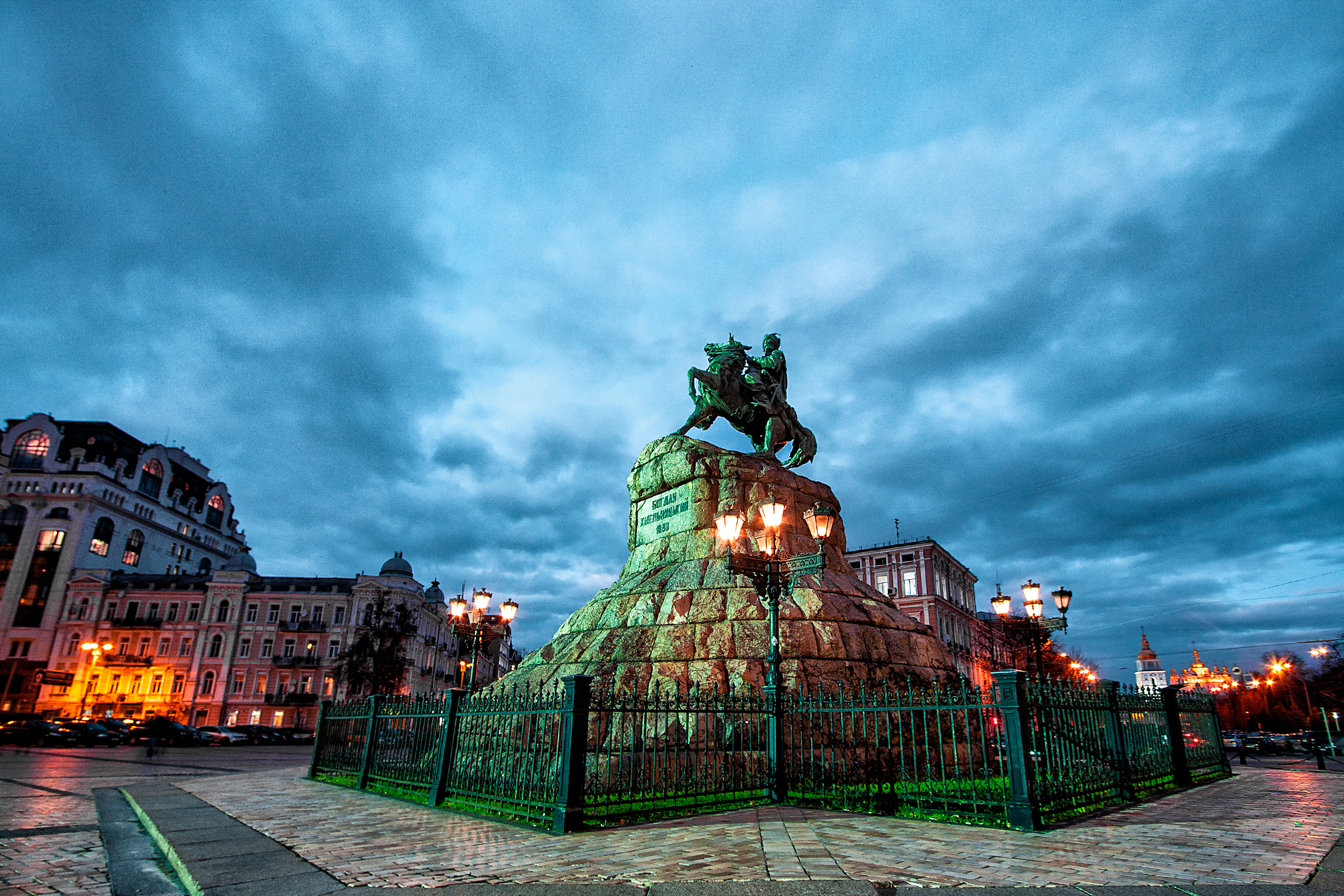
Общий вид
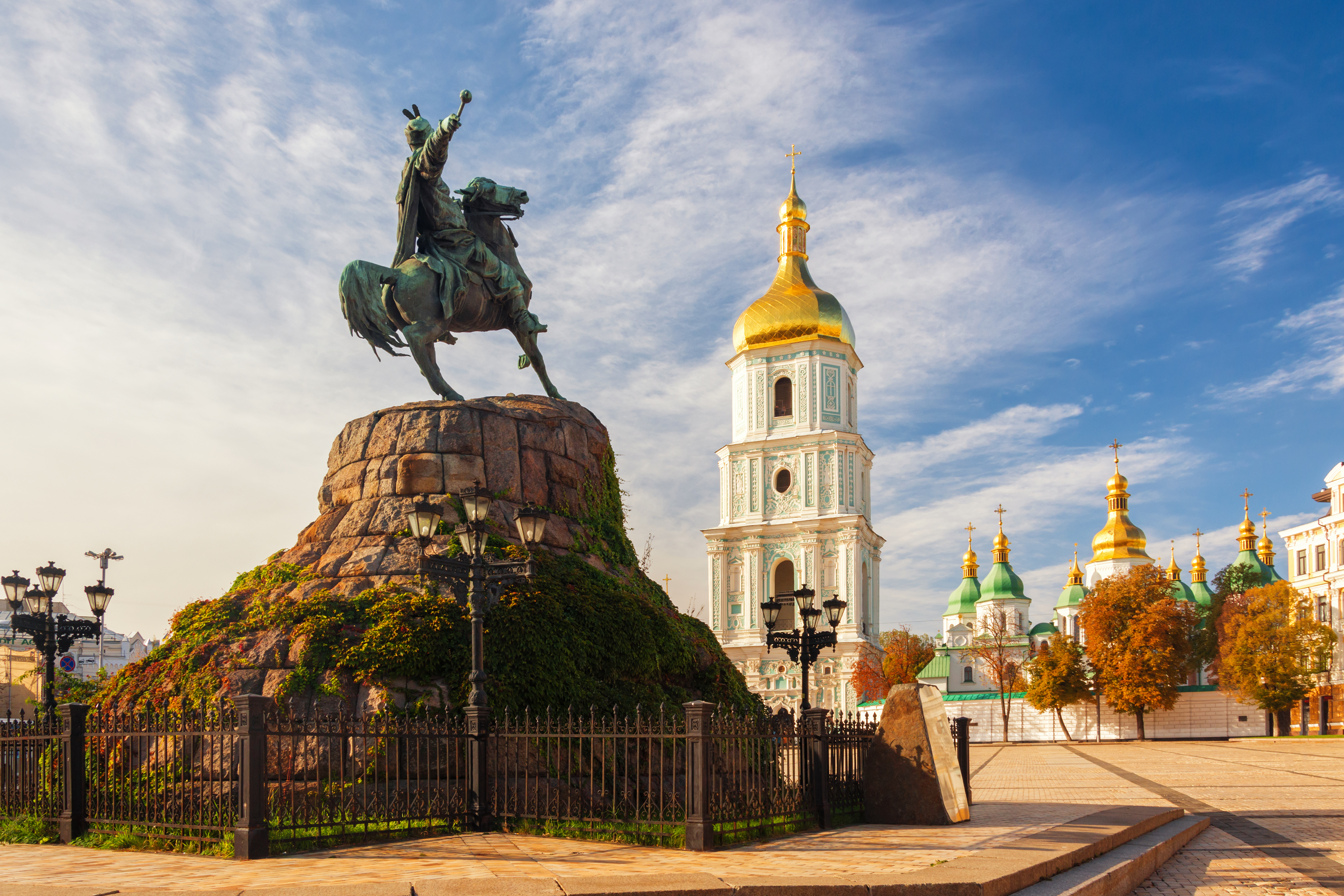
Общий вид
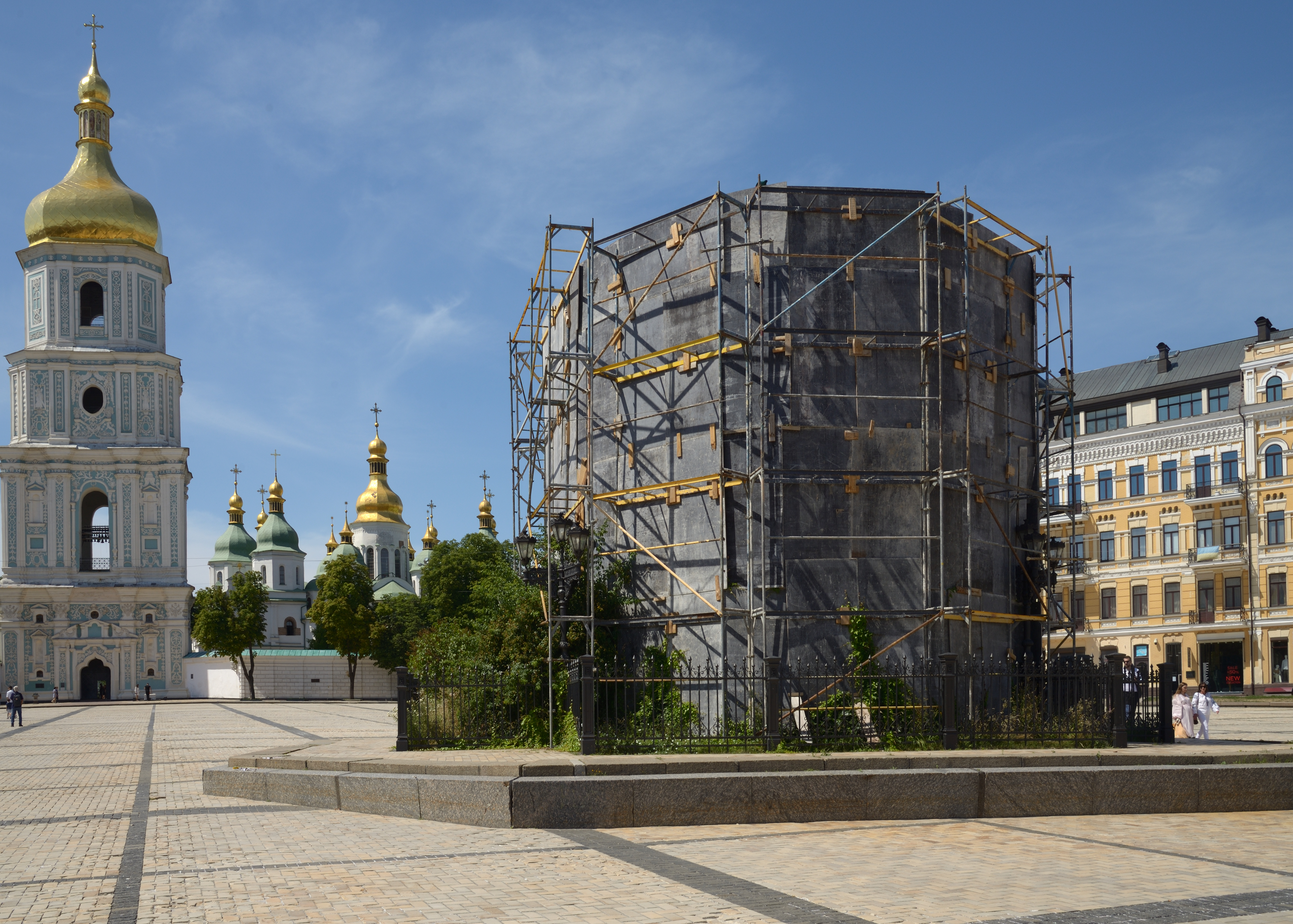
Памятник, укрытый от российских обстрелов (2022)